# Манвил (Вајоминг)
Манвил (енгл. Manville) град је у америчкој савезној држави Вајоминг.

## Демографија
По попису из 2010. године број становника је 95, што је 6 (-5,9%) становника мање него 2000. године.
| Група             | 2000.        | 2010.      |
| Белци             | 101 (100,0%) | 87 (91,6%) |
| Афроамериканци    | 0 (0,0%)     | 0 (0,0%)   |
| Азијати           | 0 (0,0%)     | 0 (0,0%)   |
| Хиспаноамериканци | 0 (0,0%)     | 5 (5,3%)   |
| Укупно            | 101          | 95         |